# Gilbert de Goldschmidt
Pour les articles homonymes, voir Goldschmidt.
Pour les autres membres de la famille, voir Goldschmidt-Rothschild.
Gilbert de Goldschmidt, est un producteur de films français, né le 26 avril 1925 à Berlin et mort le 1er janvier 2010 à Genolier en Suisse.

## Biographie
Issu d'une grande lignée de banquiers européens originaires de Francfort, petit-fils du baron Maximilian von Goldschmidt-Rothschild, Gilbert de Goldschmidt naît à Berlin et passe son enfance à Paris. Il part aux États-Unis en 1940 sur l'un des derniers bateaux, le Quanza. Il s'engage volontairement à quinze ans dans l'armée américaine et débarque en France en 1944. C'est en produisant des films pour le Plan Marshall que Gilbert de Goldschmidt commence à travailler dans le cinéma. Après avoir été administrateur de production, il fonde avec des associés américains, la société Madeleine Films en 1951, une des plus anciennes maisons de production indépendante de cinéma en France.
Gilbert de Goldschmidt produit ou coproduit plus de 40 films pour lesquels il a entre autres gagné la Palme d'Or à Cannes, l'Ours d'Argent à Berlin et été nommé aux Oscars. Apprécié et respecté par les professionnels, il est membre du Jury du Festival de Cannes en 1983, du Festival de Venise en 1988, et élu deux fois Président d'UniFrance -l'organisme chargé de la promotion du cinéma français à l'étranger- de 1971 à 1973 puis de 1986 à 1988. Il initie les premiers projets de réalisateurs comme Jean-Gabriel Albicocco avec La Fille aux yeux d'or et Le Grand Meaulnes" ainsi que Raoul Coutard avec Hoa Binh".
Ses coproductions avec son ami le producteur et réalisateur Yves Robert (Alexandre le Bienheureux, Le Distrait, Les Malheurs d'Alfred, Le Grand Blond avec une chaussure noire) ont permis de «lancer» Pierre Richard ou Francis Veber.
Fidèle à ses réalisateurs, il produit plusieurs comédies de Michel Lang (Le Cadeau) et de Patrick Schulmann (P.R.O.F.S.) qui remportent les suffrages du public tant dans les salles qu'à la télévision.
Gilbert de Goldschmidt est également le représentant de la profession à la Commission de contrôle cinématographique (1961-73), membre du comité directeur de la Chambre syndicale des producteurs de films (1961-2000), administrateur (1953-88) et vice-président (1964), président (1964-66) de la Société des Hôtels réunis, administrateur de Leicom Fund à Luxembourg (1985-99).
Avec Yves Robert, Gilbert de Goldschmidt présente aussi dans les pays de langue française les films des Monty Python : Jabberwocky, Sacré Graal !, La Vie de Brian, Bandits, bandits et Monty Python à Hollywood.

## Décorations
- Officier de la Légion d'honneur
- Officier de l'ordre national du Mérite
- Officier de l'ordre des Arts et des Lettres (1987)[1]

## Filmographie
- Producteur ou coproducteur de films de long métrage avec notamment :

- 1954 : Double destin de Victor Vicas
- 1955 : L'Affaire Baby (en) de John Brahm
- 1957 : Amour de poche (Un amour de poche), de Pierre Kast
- 1960 : Les Loups dans la bergerie d'Hervé Bromberger
- 1960 : La Fille aux yeux d'or de Jean-Gabriel Albicocco
- 1962 : Les 4 Vérités de René Clair, Alessandro Blasetti, Luis G. Berlanga et Hervé Bromberger
- 1963 : Les Parapluies de Cherbourg de Jacques Demy, Palme d'or au Festival de Cannes, nommé aux Oscars
- 1966 : Les Demoiselles de Rochefort de Jacques Demy
- 1967 : Le Grand Meaulnes de Jean-Gabriel Albicocco
- 1970 : Hoa Binh de Raoul Coutard - Prix Jean-Vigo, Prix de la Première Œuvre au Festival de Cannes, nommé aux Oscars
- 1972 : Le Grand Blond avec une Chaussure Noire d'Yves Robert, Ours d'Argent 1973 à Berlin
- 1976 : Servante et Maîtresse de Bruno Gantillon
- 1978 : Trocadéro bleu citron de Michaël Schock
- 1979 : Les Turlupins de Bernard Revon
- 1980 : Signé Furax de Marc Simenon
- 1982 : Le Cadeau de Michel Lang
- 1983 : L'Étincelle de Michel Lang
- 1985 : P.R.O.F.S. de Patrick Schulmann
- 1987 : Les Oreilles entre les dents de Patrick Schulmann
- 1989 : Suivez cet avion de Patrice Ambard
- 1998 : Comme une bête de Patrick Schulmann

## Publications
- Le Rêve du papillon, roman, 1989, Fixot, 1991  (ISBN 2-87645-098-4))
- Un panier de cerises , roman, 1992, La Bartavelle, 2000  (ISBN 2-87744-581-X)).